# Episodi di Un salto nel buio (seconda stagione)
La seconda stagione della serie televisiva Un salto nel buio, composta da 24 episodi, è andata in onda negli Stati Uniti dal 26 settembre 1985 al 13 luglio 1986 in Syndication.
In Italia è stata trasmessa a partire dal luglio 1988 su Odeon TV, senza seguire l'ordine cronologico degli episodi originali.
| nº | Titolo originale           | Titolo italiano              | Prima TV USA      | Prima TV Italia |
| -- | -------------------------- | ---------------------------- | ----------------- | --------------- |
| 1  | The Impressionist          | L'imitatore                  | 26 settembre 1985 | 2 agosto 1988   |
| 2  | Lifebomb                   | Lifebomb                     | 6 ottobre 1985    | 3 agosto 1988   |
| 3  | Ring Around the Redhead    |                              | 13 ottobre 1985   |                 |
| 4  | Parlour Floor Front        | Anello di morte              | 20 ottobre 1985   | 9 agosto 1988   |
| 5  | Halloween Candy            | La notte di Halloween        | 27 ottobre 1985   |                 |
| 6  | The Satanic Piano          | Note sataniche               | 3 novembre 1985   |                 |
| 7  | The Devil's Advocate       | L'avvocato del diavolo       | 10 novembre 1985  |                 |
| 8  | Distant Signals            | Segnali lontani              | 17 novembre 1985  |                 |
| 9  | The Trouble with Mary Jane | La casa di Mary Jane         | 24 novembre 1985  |                 |
| 10 | Ursa Minor                 | La costellazione della morte | 1 dicembre 1985   |                 |
| 11 | Effect and Cause           |                              | 8 dicembre 1985   |                 |
| 12 | Monsters in My Room        | La stanza dei mostri         | 22 dicembre 1985  | 10 agosto 1988  |
| 13 | Comet Watch                | Lo strano signor Halley      | 12 gennaio 1986   |                 |
| 14 | Dream Girl                 | La ragazza del sogno         | 19 gennaio 1986   | 4 agosto 1988   |
| 15 | A New Lease on Life        | Affitto a vita               | 26 gennaio 1986   |                 |
| 16 | Printer's Devil            | Il demone dell'editore       | 2 febbraio 1986   |                 |
| 17 | The Shrine                 | Christine e Chrissie         | 9 febbraio 1986   | 28 luglio 1988  |
| 18 | The Old Soft Shoe          | La stanza maledetta          | 16 febbraio 1986  |                 |
| 19 | The Last Car               | L'ultimo viaggio             | 23 febbraio 1986  | 30 luglio 1988  |
| 20 | A Choice of Dreams         | Oltretomba s.r.l.            | 4 maggio 1986     |                 |
| 21 | Strange Love               | Bacio di sangue              | 11 maggio 1986    |                 |
| 22 | The Unhappy Medium         | Videoclip di un testamento   | 18 maggio 1986    |                 |
| 23 | Fear of Floating           |                              | 25 maggio 1986    |                 |
| 24 | The Casavin Curse          | La maledizione dei Casavin   | 16 luglio 1986    |                 |

## L'imitatore
- Titolo originale: The Impressionist
- Diretto da: Armand Mastroianni
- Scritto da: M. Coleman Easton (soggetto), Haskell Barkin (sceneggiatura)
- Interpretato da: Chuck McCann (Spiffy Remo), Claudia Templeton (Hoffgosh), Bobby Di Cicco (Dr. Coe), Jack Andreozzi (Pudgy), Gene Borkan (Angel)

### Trama
Spiffy Remo è un imitatore che lavora in un night club. Una sera viene contattato da un agente della NSA per un compito segreto: egli deve riuscire a guadagnare la fiducia di un alieno, denominato Hoffgosh, che qualche tempo prima è sceso sulla terra con una navicella. L'alieno ha una personalità simile a quella di un bambino terrestre, dunque è necessaria una persona che possa imitare le sue mosse, in modo da poterlo convincere a condividere le sue conoscenze, molto più avanzate rispetto a quelle terrestri. Le capacità di imitazione di Spiffy Remo saranno messe a dura prova.

## Lifebomb
- Titolo originale: Lifebomb
- Diretto da: Frank De Palma
- Scritto da: Michael P. Kube-McDowell (soggetto e sceneggiatura)
- Interpretato da: Bill Macy (Ben Martin), Robert Riesel (Henry Harris), Samantha Harper (Lianne Martin), Patsy Whitecotton (Kellie), Geneva Simmons (Donna Kern), Laine Miller (l'infermiera)

### Trama
Ben Martin è un imprenditore a capo di una grossa azienda; a causa dei numerosi impegni trascura sia la moglie Lianne che la sua salute. Un giorno si presenta da lui Henry Harris, un agente assicurativo, che gli mostra un dispositivo salva-vita innovativo: in caso di malore o traumi è in grado di generare un involucro che protegge e cura il corpo. Martin è scettico, ma un giorno accusa un malore e dopo aver installato su di sé il dispositivo avrà modo di testare la sua efficacia.

## Ring Around the Redhead
- Diretto da: Ted Gershuny
- Scritto da: John Dann MacDonald (soggetto), Ted Gershuny (sceneggiatura)
- Interpretato da: John Heard (Billy Malone), Penelope Ann Miller (Keena), Caris Corfman (Adele), Greg Thornton (Jimbo), John Snyder (una guardia)

### Trama
Billy Malone, un inventore, è nel braccio della morte, a sei ore dall'esecuzione tramite sedia elettrica, e racconta ad Adele, una giornalista, la sua storia. Un giorno nel suo laboratorio avvenne un terremoto, e in seguito a ciò comparve dal pavimento uno strano oggetto, un anello metallico che, dalle prove che Billy fece, pare conducesse a un'altra dimensione. Introducendo una sonda, pescò dapprima un grande rubino, che fece vedere al suo amico Jimbo, poi addirittura una ragazza, Keena. Qualche giorno dopo Jimbo si presentò da lui minacciandolo con una pistola, per impadronirsi del rubino e dell'anello, ma un'energia misteriosa lo fece scomparire. Billy venne incriminato per omicidio, non potendo essere scagionato da Keena, anche lei scomparsa; ora solamente un intervento miracoloso potrebbe salvarlo.

## Anello di morte
- Titolo originale: Parlour Floor Front
- Diretto da: Richard Friedman
- Scritto da: Carole Lucia Satrina
- Interpretato da: Donna Bullock (Linda), Adolph Caesar (Mars Gillis), John Calonius (Doug), Rosetta LeNoire (Miss Gillis), Tiffani Caesar (Annette)

### Trama
Linda e Doug hanno acquistato una casa antica e la stanno ristrutturando. A pianterreno vive come affittuario Mars Gillis, un uomo apparentemente mite ma in realtà maestro del Vudù; Linda vorrebbe che Mars se ne andasse, perché lei e Doug in questo modo avrebbero a disposizione l'intera casa, ma essendo nato lì non può obbligarlo. Linda ricorrerà a ogni espediente per riuscire nell'intento, ma dovrà fare i conti con i poteri di Mars.

## La notte di Halloween
- Titolo originale: Halloween Candy
- Diretto da: Tom Savini
- Scritto da: Michael McDowell
- Interpretato da: Roy Poole (Mr. Killup), Tim Choate (Michael Killup), John Edward Allen (il goblin), David K. Varney (il medico), Gary Pratt (il bambino)

### Trama
Il signor Killup è un anziano misantropo che detesta la festa di Halloween, dove sistematicamente si rifiuta di regalare caramelle ai bambini che suonano alla porta, subendone scherzi e dispetti. Arriva una nuova vigilia di Halloween, e questa volta il figlio Michael gli acquista le caramelle affinché le regali ai bambini, ma nonostante ciò Killup si rifiuta anche questa volta di distribuirle. Più tardi, in piena notte, il campanello della porta squilla ancora una volta, ma stavolta a fare la richiesta di caramelle non è un bambino.